# 鳥取市立倉田小学校
鳥取市立倉田小学校（とっとりしりつ くらだしょうがっこう）は、鳥取県鳥取市八坂にある公立小学校。

## 沿革
- 1890年（明治23年）9月 - 八幡尋常小学校と円通寺簡易小学校が合併し、倉田尋常小学校となる。
- 1922年（大正11年） - 高等科を設立し、倉田尋常高等小学校と改称。
- 1941年（昭和16年）4月1日 - 国民学校令により岩美郡倉田国民学校と改称。
- 1943年（昭和18年）9月10日 - 鳥取地方大地震発生、体育館傾斜、教室の落壁あり。
- 1947年（昭和22年）4月1日 - 学制改革により岩美郡倉田村立倉田小学校と改称。
- 1949年（昭和24年） - 邑法第二中学校開設（小学校北校舎）。
- 1953年（昭和28年）7月1日 - 町村合併により鳥取市立倉田小学校と改称。
- 1969年（昭和44年） - 鉄筋3階南校舎落成。
- 1979年（昭和54年） - 鉄筋3階東校舎落成。

## 通学区域
- 円通寺、国安、蔵田、数津（鳥取県道292号八坂鳥取停車場線以東）、西円通寺、橋本、八坂、馬場

## 進学先中学校
- 鳥取市立南中学校

## 交通アクセス
- JR山陰本線 鳥取駅:鳥取駅バスターミナルより、
  - 日本交通 八坂・倉田循環線（路線番号：66・67・67H・76） 「八坂上」バス停より300m
  - 日ノ丸バス 用瀬・智頭線（路線番号：91・91H・93・93H・94）「待居」バス停下車。

## 校区内の主な施設
- 鳥取市営サッカー場（とりぎんバードスタジアム）

## 著名な出身者
- 西尾迢富（元鳥取市長）
- 西尾優（元鳥取市長）
- 岩田廉太郎（漫画家）